# Ozyptila omega
Ozyptila omega är en spindelart som beskrevs av Levy 1975. Ozyptila omega ingår i släktet Ozyptila och familjen krabbspindlar.
Artens utbredningsområde är Israel. Inga underarter finns listade i Catalogue of Life.